# Berkeley County, West Virginia
Berkeley County är ett county i östra delen av delstaten West Virginia, USA. Den administrativa huvudorten (county seat) är Martinsburg. Countyt har fått sitt namn efter kolonoiguvernören Lord Botetourt (baron Norborne Berkeley de Botetourt).

## Geografi
Enligt United States Census Bureau har countyt en total area på 834 km². 834 km² av den arean är land och 0 km² är vatten. 

### Angränsande countyn
- Washington County, Maryland - norr
- Jefferson County - öst
- Frederick County, Virginia - syd
- Morgan County - väst

### Städer och samhällen
- Hedgesville
- Martinsburg